# Luzonimyia natalensis
Luzonimyia natalensis är en tvåvingeart som beskrevs av Malloch 1990. Luzonimyia natalensis ingår i släktet Luzonimyia och familjen daggflugor. Inga underarter finns listade i Catalogue of Life.